# Quintana de Senties

La Quintana de Senties, respecte del terme de l'Estany

La Quintana de Senties és un paratge de camps de conreu immediats a una masia del terme municipal de l'Estany, a la comarca del Moianès.
Estan situats a prop i al nord de la masia de Senties, en el sector oriental del terme. Són en el vessant de llevant del Serrat de la Creu de Senties, a l'esquerra de la Riera de Postius i al sud-est del Racó Fosc.